# Glencoe (Illinois)
Pour les articles homonymes, voir Glencoe.
Glencoe est un village situé dans le comté de Cook en proche banlieue de Chicago dans l'État de l'Illinois aux États-Unis.

## Histoire
Les avis divergent sur les origines du nom du village. Certains l'attribuent à un des premiers résidents, Matthew Coe. D'autres disent qu'il tire son nom de la région écossaise du même nom. Il s'est développé à la fin du XIXe siècle autour d'un arrêt de chemin de fer. L'ancien maire de Chicago, Walter S. Gurnee, était devenu président de la ligne reliant Chicago et Milwaukee, et achetait et développait souvent des terrains autour des arrêts de chemin de fer. Ainsi, un historien pense que le nom dérive du nom de jeune fille de l'épouse de Gurnee, puisque Gurnee a acheté le terrain en 1867 et a commencé le lotissement, bien que des problèmes financiers l'aient empêché d'y construire une maison et qu'il soit retourné à New York pour ses dernières années. Le premier sceau du village était basé sur le sceau de Glencoe, en Écosse.
À la fin du XIXe et au début du XXe siècle, de nombreuses maisons élégantes ont été construites à Glencoe. Le village abrite notamment la troisième plus grande collection au monde de structures de Frank Lloyd Wright : le lotissement Ravine Bluff contient sept maisons, un pont en béton et trois monuments sculpturaux. Il existe également deux maisons plus grandes, construites individuellement, situées à proximité de Ravine Bluffs. Outre Wright, il existe des maisons conçues par Howard Van Doren Shaw, David Adler, Robert E. Seyfarth et George Washington Maher, entre autres.
Glencoe a eu une population afro-américaine presque immédiatement après l'incorporation du village en 1869. [Images of America, Glencoe Illinois, Ellen Kettler Paseltiner et Ellen Schubert pour la Glencoe Historical Society p.8]. De nombreux membres de la communauté noire et italienne vivaient dans une zone de cinq pâtés de maisons près de ce qui est maintenant Vernon Avenue, entre les rues Washington et Jackson. Les maisons de ce quartier étaient rapprochées les unes des autres, conformément aux ruelles de 20 pieds de large définies par l'urbaniste. En 1920, la ville de Glencoe a condamné ces propriétés à défricher un terrain pour en faire un parc.
En 1920, la communauté afro-américaine de Glencoe comptait 676 habitants. La population afro-américaine comptait 313 membres en 1930 et 176 lors du recensement de 2000.
Homer Wilson a été le premier propriétaire foncier noir à Glencoe. Il a ensuite hypothéqué sa maison pour fonder l'église St. Paul AME, toujours active à Glencoe, sous la direction de Katrese Kirk McKenzie. Les plages de Glencoe n'ont été intégrées qu'en 1942, lorsqu'une injonction du tribunal,.